# Гончары-Кожемяки
Гончары́-Кожемя́ки (укр. Гончарі-Кожум'яки, Гончари-Кожум'яки, Воздвиженка) — урочище в Шевченковском и Подольском районах центра Киева, на территории которого расположен микрорайон с новой малоэтажной застройкой.

## Расположение
Располагается за горой Поскотинка и Пейзажной аллеей. Микрорайон простирается от Андреевского спуска, вдоль Воздвиженской улицы которая является фокусом инфраструктуры, к улице Верхний Вал. В Гончарах-Кожемяках располагаются улицы Воздвиженская, Гончарная, Дегтярная, Кожемяцкая.

## История
Гончары — историческая местность. Расположена вдоль улицы Гончарной. Известна со времён Киевской Руси как поселение ремесленников-гончаров (их цеха существовали тут до начала 19 столетия). На Кожемяках, между Старокиевской и Замковой горой, жили кожевенники, которые всем цехом входили в Братство ремесленников.
Увековечена в древней легенде про Кирилла (Никиту) Кожемяку, который спас киевлян от погибели в поединке со змеем-людоедом.
Главная улица местности, Воздвиженская, позволяла сократить путь от Андреевской горы к Житнему торгу (ныне Житнеторжская площадь), важному торговому центру древнего Киева. Современное название улицы возникло после возведения здесь в XVIII веке Крестовоздвиженской церкви. Кожемяцкая и Дегтярная улицы — одни из древнейших на Подоле, и к началу 1980-х годов сохраняли первоначальную планировку. Так, на Кожемяцкой ещё в середине XIX века существовал известный с XVII столетия кожевенный завод киевского купца Митюка. На этих улицах, которые по утверждённому Городской думой расписанию улиц Киева, относились четвёртому разряду, преобладала одно-, двухэтажная усадебная застройка с домами на три-пять окон («трехоконки», «пятиоконки»); в последней четверти XIX века строится двух-, трёхэтажное жильё. Парцелляция этих улиц определилась примерно после сокрушительного подольского пожара в 1811 году, который не нанес данной местности значительного ущерба.
В середине 20-го века урочище было застроено 2-х и 3-х этажными домами с многонациональным населением. С середины 70-х годов жильцов стали отселять, а местность стала превращаться в пустырь.
Урочище изучалось археологами, которые заявляли о неисследованных до сих пор пластах и даже настаивали на создании специального исторического заповедника "Парк-музей «Древний Киев». Киевское общество охраны памятников истории и культуры отстаивало идею создания музея под открытым небом с макетами украинских архитектурных шедевров и открытыми для туристов ремесленными мастерскими.
В 1987 году постановлением Совета Министров УССР был создан государственный историко-архитектурный заповедник «Древний Киев», включающий практически весь Старый Подол, однако четко прописанных положений о заповеднике «Древний Киев» с ограничительной документацией на строительство тогда так и не появилось. .

## Новая застройка

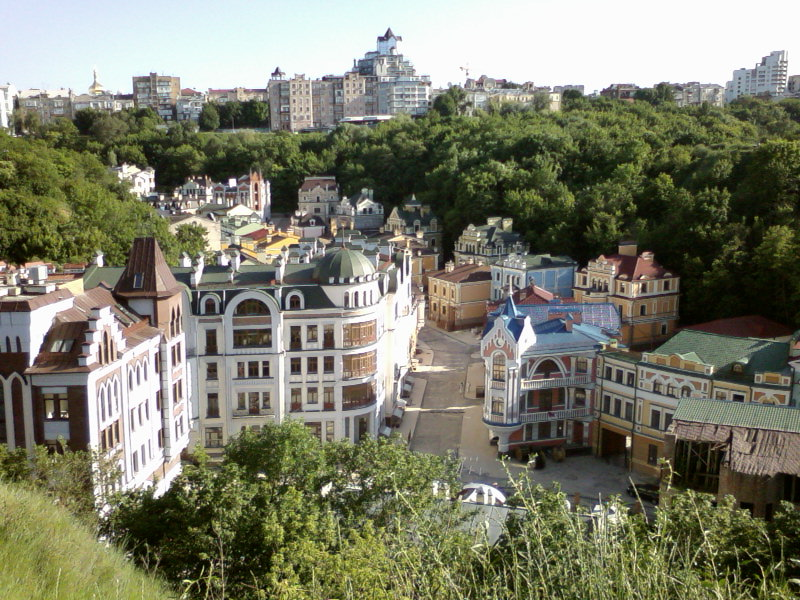
Новая застройка

С начала 2000-х годов в этом районе реализуется проект застройки трёх-, четырёх- и пятиэтажными зданиями и усадьбами, преимущественно жилого назначения (Микрорайон Воздвиженка). Размещаются также офисные заведения, гостиницы, фитнес-клубы и частные коммунальные службы.